# Commelinoideae
Commelinoideae je potporodica komelinovki. Sastoji se od tri tribusa. Tipični rod je Commelina s blizu 200 vrsta raširenih po svim kontinentima.

## Tribusi
1. Commelineae Dumort.
2. Palisoteae (Faden & D.R.Hunt) Zuntini & Frankel; jedan rod s 30 vrsta
3. Tradescantieae Meisn.; 6 podtribusa.